# Salvador Moragues Bertó
Salvador Moragues Bertó   (Gandia, 1920 - Gandia, 2003) fou un polític valencià.

## Trajectòria
El 1934 ingressà a les Joventuts Socialistes d'Espanya. En esclatar la guerra civil espanyola, amb només setze anys s'allistà com voluntari en l'Exèrcit Popular de la República. Acabada la guerra fou tancat sis anys a les presons franquistes. Un cop alliberat fou acusat de pertànyer a grups clandestins i condemnat a diversos arrests domiciliaris i a haver de presentar-se en comissaria. En 1942 fou sotmès a un consell de guerra per delicte d'auxili de rebel·lió i atemptar contra la seguretat de l'Estat, raó per la qual hagué de romandre en clandestinitat fins a la legalització del PSOE en la Transició Espanyola.
A les eleccions generals espanyoles de 1977 fou escollit senador del PSOE per la província de València. Del 1984 al 1988 fou president del CEIC Alfons el Vell i alcalde de Gandia de 1983 a 1991.